# NGC 294
NGC 294 là một cụm sao mở nằm trong Đám mây Magellan nhỏ trong chòm sao Đỗ Quyên. Nó được phát hiện vào ngày 11 tháng 4 năm 1834 bởi John Herschel, mặc dù nó có thể được quan sát vào ngày 5 tháng 9 năm 1826 bởi James Dunlop.